# Lanco
Lanco (eaux tranquilles en mapudungun) est une ville et une commune du Chili de la Province de Valdivia, elle-même située dans la Région des Fleuves. En 2012, la population de la commune s'élevait à 15 836 habitants. La superficie de la commune est de 532 km2 (densité de 30 hab./km2),.

## Situation
Le territoire de la commune de Lanco se trouve dans la Cordillère de la Côte dont les collines culminent à une altitude de 800 mètres environ. Une partie du territoire se trouve dans les vallées du rio Cruces et du rio Leufucade. L'agglomération principale se trouve au confluent de ces deux cours d'eau. La commune est située à 694 kilomètres à vol d'oiseau au sud de la capitale Santiago et à 57 kilomètres au nord-est de Valdivia capitale de la Région des Fleuves.

## Historique
La commune de Lanco a été créée en 1917 en détachant une partie du territoire de la commune Mariquina.

Position de Lanco (en rouge) au sein de la Région des Fleuves.